# Peter Dobers
Peter Dobers, född 1966, är professor i företagsekonomi vid Södertörns högskola. Dessförinnan var han 2005 - 2015 professor i företagsekonomi, särskilt hållbar utveckling, vid Mälardalens högskola (MDH). Dobers var mellan 2007 och 2010 prodekan vid Fakulteten för Humaniora, Samhälls- och Vårdvetenskaper vid MDH. Under andra halvåret 2010 var han dess dekan. Mellan 2011 och 2013 var Dobers dekan och ordförande för högskolans Fakultetsnämnd, som är en sammanslagning av högskolans tidigare tre fakulteter.
Dobers disputerade 1997 vid Handelshögskolan vid Göteborgs universitet med avhandlingen Organizing Strategies of Environmental Control med Rolf Wolff, Sten Jönsson och Gideon Kunda som handledare. Där blev han år 2000 också antagen som docent. Våren 1999 var han gästforskare vid Stanford University. Under perioden 2000 - 2005 var han universitetslektor i organisation och ledning vid avdelningen Industriell Ekonomi och Organisation vid KTH. 2006 - 2008 var Dobers gästprofessor vid Handelshögskolan i Umeå och 2015 - 2016 var han gästprofessor i industriell ekonomi med inriktning hållbar samverkan vid KTH, Stockholm. Hans nuvarande forskning handlar om till exempel om samverkan mellan lärosäten och externa parter, om guidade turer i vid mening, om IT och regioners utveckling, om företags sociala ansvar, om bilder av städers framtidssatsningar som till exempel Hållbara Städer, IT-städer. Dobers har publicerat ett stort antal vetenskapliga artiklar och verk. 2016 - 2019 deltar han i EU Horizon 2020-projektet ACCOMPLISSH. 
Dobers har vidare varit ledamot av insynsrådet för Länsstyrelsen i Västmanlands län under åren 2008 - 2012, mellan 2009 och 2011 ordförande i Valberedningen för Immanuelskyrkan, Stockholm, och sedan 2010 ordförande i föräldrarådet för Tyska Skolan Stockholm. Dessutom har Dobers tidigare varit ledamot i Stockholms stadsnätsföretag Stokab 2003 - 2006, Teologiska högskolan Stockholm 2006 - 2008. Han intresserar sig för hållbar utveckling och deltar i debatten genom till exempel en debattartikel i Dagens Industri januari 2009 om då tillträdande president Obamas troliga miljöpolitik. Dobers har också uppmärksammats i tysk TV för sina längre perioder av föräldraledighet; dels i ZDFs porträtt om Stockholm sommaren 2010, dels i ZDFs utlandsspecial (Auslandsjournal). 